# Aranyera de clatell porpra
L'aranyera de clatell porpra (Kurochkinegramma hypogrammicum) és un ocell de la família dels nectarínids (Nectariniidae) i única espècie del gènere Kurochkinegramma (Kashain, 1978), si bé alguns autors l'inclouen a Arachnothera.

## Hàbitat i distribució
Habita boscos i vegetació secundària de les terres baixes des del nord centre i sud de Myanmar i sud-oest de la Xina, cap al sud, a través del nord-oest de Tailàndia, Indoxina, (excepte Cambodja), a l'ample de Malaca fins Sumatra, Borneo i les illes Natuna.